# Brendan Cole
Brendan Cole (né le 29 mai 1981) est un athlète australien spécialiste du 400 m haies, et dans une moindre mesure du sprint.
Son meilleur temps, de 49 s 35 réalisé à Osaka le 9 mai 2009 et répété à Berlin pour se qualifier en demi-finale des Championnats du monde d'athlétisme aux dépens d'Angelo Taylor.